# Grand-Camp (Sena Marítimo)
 Grand-Camp  es una población y comuna francesa, en la región de Alta Normandía, departamento de Sena Marítimo, en el distrito de Le Havre y cantón de Lillebonne.

## Demografía
| 230 | 187 | 253 | 431 | 579 | 651 |
| Para los censos de 1962 a 1999 la población legal corresponde a la población sin duplicidades (Fuente: INSEE [Consultar]) |     |     |     |     |     |